# Buzura superans
Buzura superans là một loài bướm đêm trong họ Geometridae.